# Giannīs Papagiannīs
Iōannīs Papagiannīs, detto Giannīs (in greco Ιωάννης "Γιάννης" Παπαγιάννης?; Pyrgos, 11 maggio 1968), è un ex cestista greco.

## Carriera
Con la Grecia ha disputato i Campionati europei del 1993.